# عزه القاسمی
عزه القاسمی (انگلیسی: Azza Al-Qasmi؛ زادهٔ ۱۲ فوریهٔ ۱۹۸۵) تیرانداز زن اهل بحرین است. وی در بازی‌های المپیک تابستانی ۲۰۱۲ شرکت کرده‌است.